# Red Special (album)
Red Special – wydany w 1998 roku w Japonii solowy mini-album gitarzysty zespołu Queen, Briana Maya. Zawiera osiem nagrań na żywo z trasy Another World Tour.

## Lista utworów
1. "On My Way up" (na żywo z Paryża z czerwca 1998 roku)
2. "Why Don't We Try Again"
3. "Maybe Baby"
4. "Business" (Radio USAMix Uncut)
5. "Another World"
6. "Only Make Believe"
7. "Hammer To Fall"
8. Brian Talks (Tribute to Cozy Powell)

## Muzycy
- Aranżacja i produkcja – Brian May
- Inżynier i ko-producent – Justin-Shirley Smith
- Wokal, gitara, bas, keyboardy, programowanie – Brian May

## Muzycy biorący udział w poszczególnych nagraniach
- W "Why Don't We Try Again": Cozy Powell – perkusja i instrumenty perkusyjne; David Richards – dodatkowe nagrywanie
- W "Business" (Radio USAMix Uncut): Cozy Powell – perkusja; Neil Amor – dodatkowe miksowanie
- W "Another World": Steve Ferrone – perkusja i instrumenty perkusyjne; Ken Taylor – bas; miksowanie – David Richards
- W "Maybe Baby" i "Only Make Believe": Cozy Powerll – perkusja, Neil Murray – bas, Susie Webb i Zoe Nicholas – chórki

## Współpraca
- Projektant – Richard Gray
- Zremasterowane przez Kevina Metcalfe'a